# Стів Купер
Стів Купер (англ. Steve Cooper, нар. 10 грудня 1979, Понтипрідд) — валлійський футболіст, що грав на позиції захисника. По завершенні ігрової кар'єри — тренер.

## Ігрова кар'єра
Свій перший професійний контракт уклав 1998 року із «Рексемом», представником Уельсу в системі англійських футбольних ліг. Утім у складі головної команди цього клубу так і не дебютував 
Натомість з 1999 по 2003 рік грав на рівні чемпіонату Уельсу за «Нью-Сейнтс», «Ріл», «Бангор Сіті» та «Портмадог», після чого зосередився на тренерській роботі.

## Кар'єра тренера
Паралельно з виступами на полі здобував тренерську освіту, а згодом сконцентрувався на роботі тренера. З 2002 року працював в академії «Рексема».
У 27-річному віці став одним із наймолодших власників Ліцензії Про УЄФА і невдовзі перейшов до структури «Ліверпуля», де також працював з юнацькими командами. Пізніше протягом 2014–2019 років очолював юнацькі збірні Англії. На чолі збірної Англії U-17 2017 року вигравав тогорічний юнацький чемпіонат світу.
На дорослому рівні дебютував як тренер 2019 року, ставши головним тренером «Свонсі Сіті», яку тренував два роки.
Протягом 2021–2023 років очолював тренерський штаб  «Ноттінгем Форест», а 2024 року очолив команду «Лестер Сіті».

## Титули і досягнення

### Як тренера
- Переможець юнацького чемпіонату світу (1):

Англія U-17: 2017